# Apocalipsa (film)
Apocalipsa (în engleză End Of Days) este un film american de acțiune din 1999 regizat de Peter Hyams după un scenariu de Andrew W. Marlowe. A fost produs de studiourile Beacon Pictures și a avut premiera la 16 noiembrie 1999, fiind distribuit de Universal Studios. Coloana sonoră este compusă de John Debney. Cheltuielile de producție s-au ridicat la 100.000.000 de dolari americani. Filmul a avut încasări de 211.989.043 de dolari americani. Rolurile principale au fost interpretate de actorii Arnold Schwarzenegger, Robin Tunney, Gabriel Byrne și Rod Steiger.
Filmul îl urmărește pe fostul detectiv al Departamentului de Poliție din New York, Jericho Cane (Schwarzenegger) care, după ce salvează un bancher (Byrne) de un asasin, se trezește implicat într-un conflict religios și trebuie să protejeze o tânără nevinovată (Tunney), aleasă de forțele malefice să conceapă cu Satana pe Antihrist.